# Almira Gainullowna Janbuchtina
Almira Gainullowna Janbuchtina (russisch Альмира Гайнулловна Янбухтина; * 28. Juli 1938 in Ufa; † 20. November 2018 ebenda) war eine sowjetisch-russische Kunstwissenschaftlerin und Hochschullehrerin baschkirischer Herkunft.

## Leben
Janbuchtinas Vater Gainulla Jambuchtin litt an Tuberkulose und starb, als Janbuchtinas Großvater Dawletscha Janbuchtin während des Großen Terrors 1937 als Volksfeind erschossen wurde. Janbuchtinas Mutter war Forsttechnikerin und arbeitete in der Baumschule der Nepeizewski-Forstversuchsstation in Ufa. Janbuchtina wuchs bei ihrer Großmutter mütterlicherseits in dem 100 km von Ufa entfernten Dorf Karan (Rajon Busdjak) auf. Janbuchtinas Verwandte Ljudmila Wassiljewna Kasanskaja hatte an der Universität Leningrad Kunstwissenschaft studiert und war als erste Kunstwissenschaftlerin in Ufa Kuratorin des Nesterow-Kunstmuseums in Ufa, wo sie häufig von Janbuchtina besucht wurde.
1960 begann Janbuchtina das Studium am Leningrader Repin-Institut für Malerei, Bildhauerei und Architektur (bis 1918 Kaiserliche Akademie der Künste, dann WChUTEMAS, WChUTEIN) in der Abteilung für Kunstwissenschaft. Im selben Jahr starb ihre Mutter, so dass die verwaiste Janbuchtina von ihrem Stipendium in einem Wohnheim leben musste. Sie beteiligte sich 1962 am Studentenaufstand gegen die Promovierung des neuen Präsidenten der Moskauer Akademie der Künste der UdSSR Wladimir Alexandrowitsch Serow zum Doktor der Kunstwissenschaften. Der mögliche Studienausschluss verzögerte sich, so dass sie ihr Studium 1966 mit dem Diplom abschließen konnte. Es folgte die von Erna Wassiljewna Pomeranzewa betreute Aspirantur im Forschungsinstitut der Kunstindustrie in Moskau.
Janbuchtina arbeitete nun sieben Jahre lang als Lehrerin am Lehrstuhl für Architektur der Fakultät für Bauwesen des Ufaer Erdöl-Instituts. Daneben war sie Beraterin der Kunstvereinigung Agidel. 1976 verteidigte sie mit Erfolg ihre Dissertation über Gewebe und Interieur im Hinblick auf das künstlerische Ensemble des baschkirischen Heims für die Promotion 1977 zur Kandidatin der Kunstwissenschaften.
Janbuchtina lehrte nun an der Ufaer Staatlichen Akademie für Ökonomie und Service (UGAES). Ab 1994 leitete sie den Lehrstuhl für Design. Ab 1998 arbeitete sie an ihrer Doktor-Dissertation über die Dekorative Kunst in Baschkortostan im 20. Jahrhundert, die sie 2002 mit Erfolg für die Promotion zur Doktorin der Kunstwissenschaften 2003 verteidigte. 2004 wurde sie zur Professorin ernannt.
Janbuchtinas zweiter Forschungsschwerpunkt war das Leben und Schaffen des baschkirischen Malers Alexander Erastowitsch Tjulkin (1888–1980), mit dem sie gut bekannt war und über den 1969 ihre erste Veröffentlichung erschienen war. 1989 begann sie mit Unterstützung der Handelsbank Wostok, eine Sammlung der modernen und traditionellen Kunst Baschkortostans aufzubauen, die bald mehr als 500 Werke baschkirischer Künstler umfasste. Dazu kam ein entsprechendes Archiv. Sie nahm wiederholt an ethnographischen Expeditionen in Baschkortostan teil. Sie war Mitglied der Association Internationale des Critiques d’Art (seit 1993) und des Expertenkunstrats für Monumentalkunst des Urals und Westsibiriens.
Janbuchtina war verheiratet mit dem Maler Michail Dmitrijewitsch Kusnezow und hatte einen Sohn Anton (* 1978).

## Ehrungen, Preise
- Verdiente Kunstarbeiterin der Republik Baschkortostan (2006)